# Neuhauser Speisekanal
Der Neuhauser Speisekanal (NSK) ist ein 2,81 km langer
 
Kanal in Brandenburg, durch den die Scheitelhaltung des Oder-Spree-Kanals bei km 96,21 
(Lage)  
Speisewasser aus der Spree bei Neuhaus 
(Lage) 
zugeführt wird. 
Er ist zudem eine Bundeswasserstraße der Wasserstraßenklasse I und gehört rechtlich zur Spree-Oder-Wasserstraße, für die das Wasserstraßen- und Schifffahrtsamt Spree-Havel zuständig ist.

## Bau und Funktion
Der Kanal war ursprünglich jener Teil des ehemaligen Friedrich-Wilhelm-Kanals, mit dem dieser bei Neuhaus an die Spree angeschlossen war. Er gehörte zum sogenannten Alten Graben dieses Kanals, der schon  1558 bis 1564 gebaut war, bevor dieser 1662 mit dem zweiten Teil, dem Neuen Graben, fertiggestellt wurde. Der den Friedrich-Wilhelm-Kanal ersetzende Oder-Spree-Kanal wurde weiter flussabwärts an die Spree angeschlossen, so dass dieses Kanalstück zur anderweitigen, im vorliegenden Falle zur Benutzung als Wasserzuleiter aus der Spree in die Scheitelhaltung des neuen Kanals frei wurde. Er liegt auf gleichem Niveau wie die Scheitelhaltung, beginnt aber an der Spree (bzw. am auf kurzem Wege mit dieser verbundenem Wergensee) mit einer Aufstiegsschleuse aus dieser, weshalb dort zusätzlich zu dieser das Pumpwerk Neuhaus errichtet wurde (1892), ein Jahr nach Inbetriebnahme des Oder-Spree-Kanals. Der Speisekanal wird außerdem von Fahrgastschiffen und Sportbooten genutzt.